# Aktowe
Aktowe (ukrainisch Актове; russisch Актово Aktowo) ist ein Dorf in der ukrainischen Oblast Mykolajiw mit etwa 600 Einwohnern (2001).

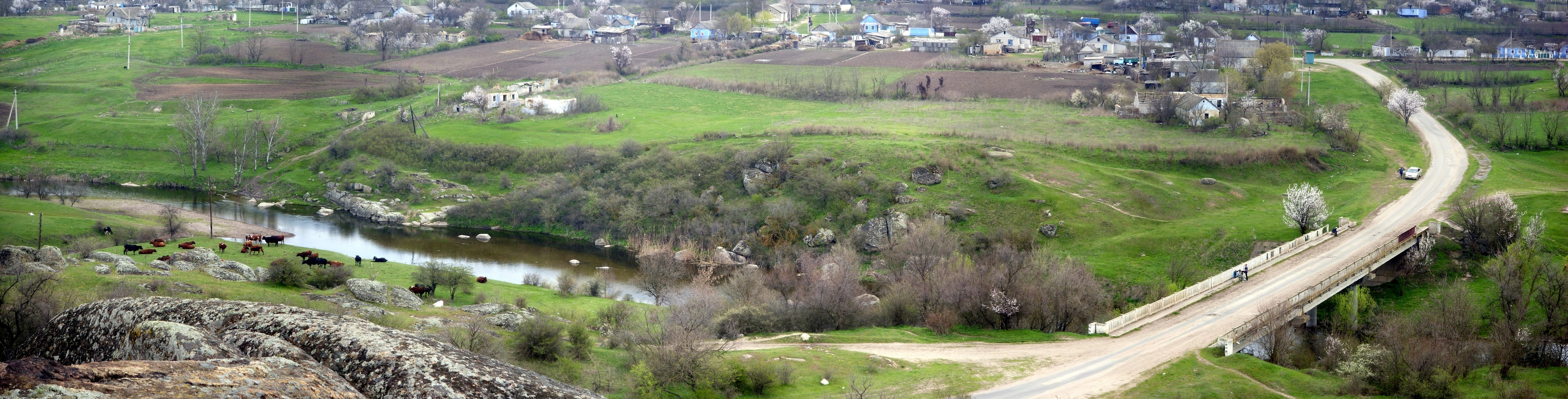
Aktowe

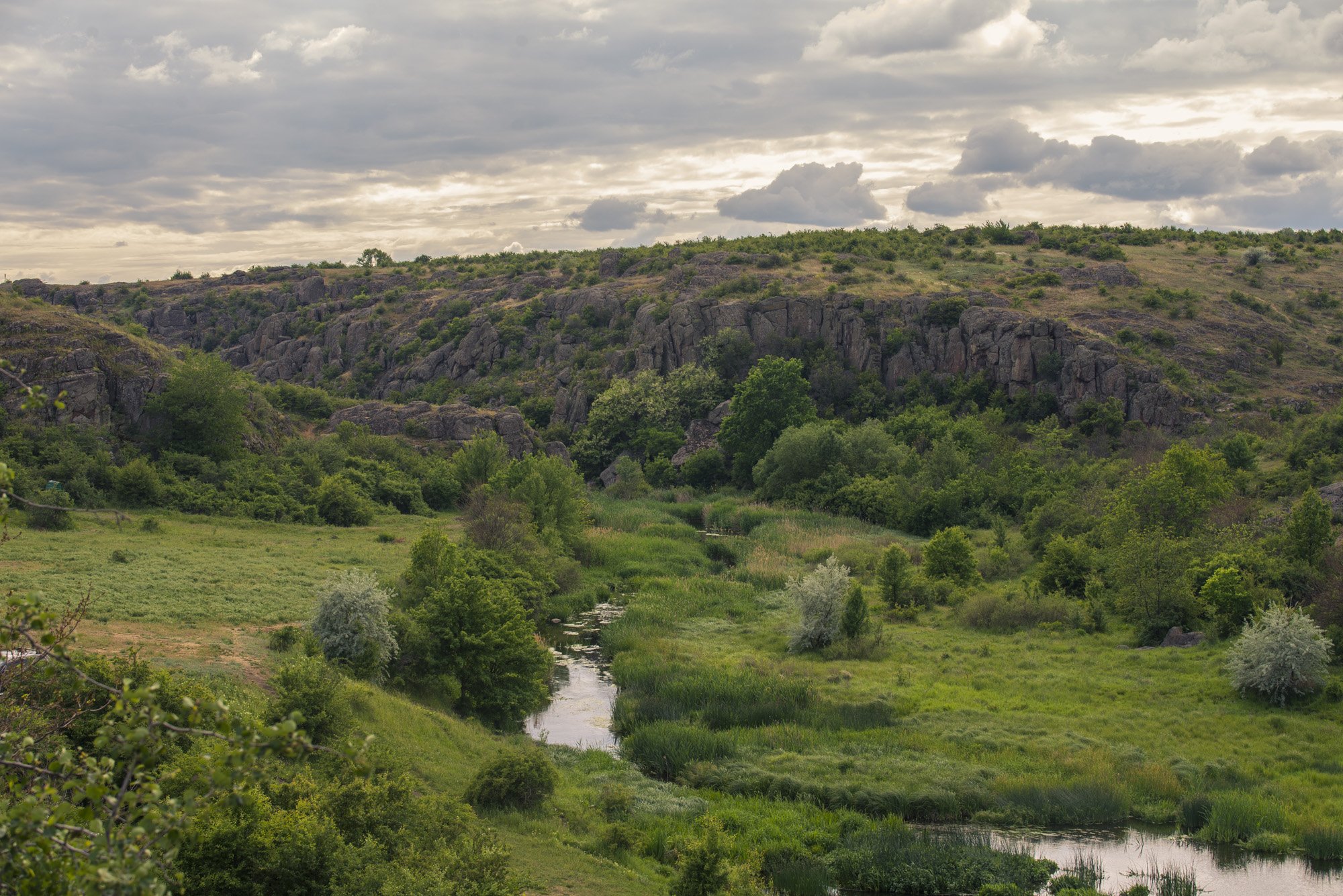
Aktowe-Schlucht

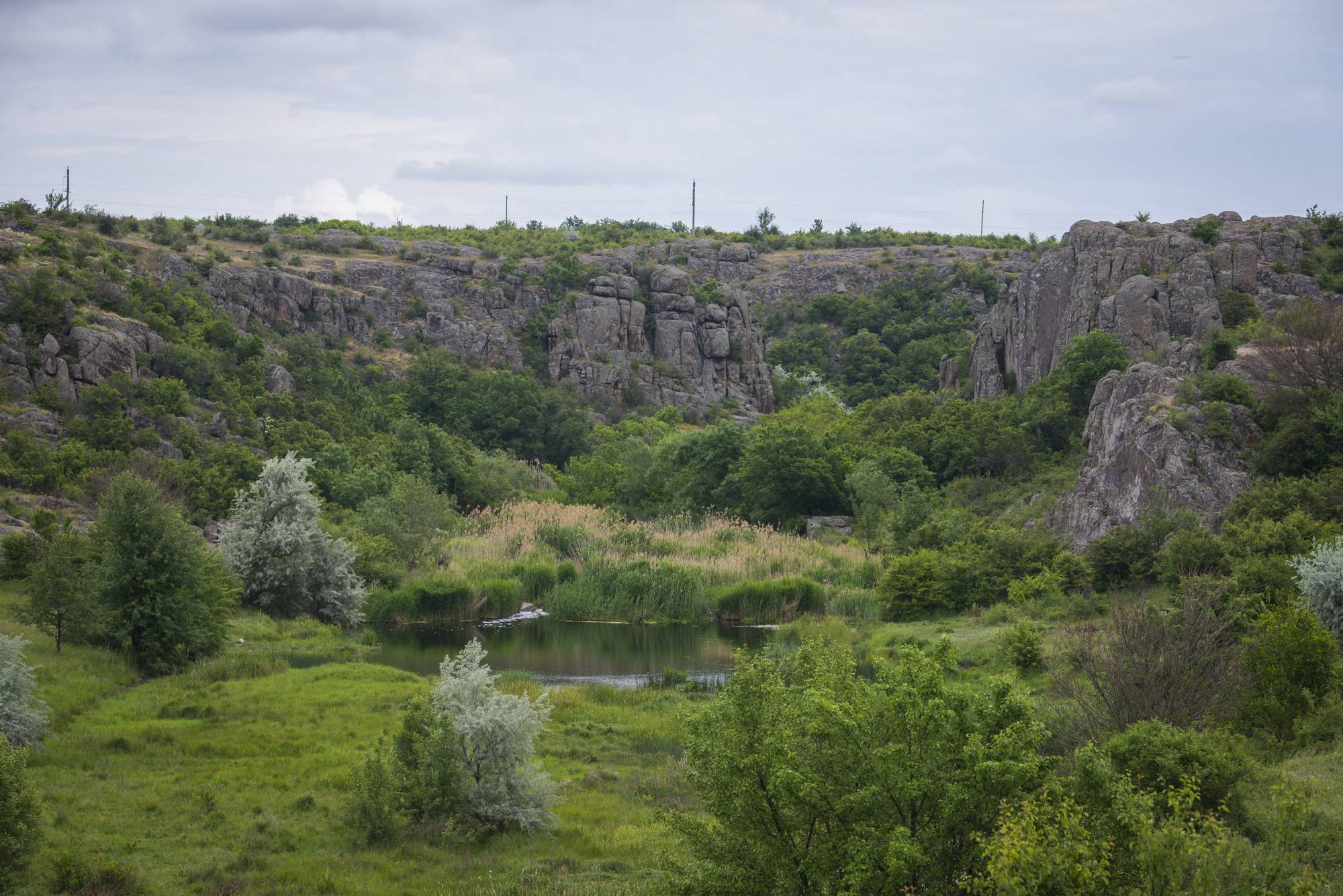
Aktowe-Schlucht

Das Dorf gehört seit 2016 administrativ zur Territorialgemeinde Oleksandriwka (Олександрівська селищна рада Oleksandriwska terytorialna hromada) und befindet sich im Nordosten des Rajon Wosnessensk, 17 km östlich vom Gemeindezentrum Oleksandriwka, 24 km nördlich vom Rajonzentrum Wosnessensk und etwa 110 km nordwestlich vom Oblastzentrum Mykolajiw.
Fünf Kilometer westlich vom Dorf verläuft beim Dorf Trykraty die Territorialstraße T–15–11.
Die Ortschaft liegt auf einer Höhe von 64 m am Ufer des Mertwowod (Мертвовод), einem 114 km langen, linken Nebenfluss des Südlichen Bugs, der beim Dorf die Aktowe-Schlucht (Актівський каньйон Aktiwskyj kanjon), ein geologisches Naturdenkmal mit einer Fläche von über 250 Hektar, durchfließt.
Am 13. Juli 2016 wurde das Dorf ein Teil der neugegründeten Siedlungsgemeinde Oleksandriwka, bis dahin war ein Teil die gleichnamige Landratsgemeinde Trykraty im Norden des Rajons Wosnessensk.
Am 17. Juli 2020 kam es im Zuge einer großen Rajonsreform zum Anschluss des Rajonsgebietes an den Rajon Wosnessensk.